# 村木忍
村木 忍（むらき しのぶ、1923年〈大正12年〉9月2日 - 1997年〈平成9年〉1月16日）は東京都出身の映画美術監督である。旧姓は長岡。

## 人物
- 女子美術大学を卒業後、東宝映画文化映画部に入社、東宝に移り、美術監督松山崇の助手となる。
- 1953年に映画監督市川崑の作品『青色革命』で美術監督としてデビューした。
- 1951年に、のち黒澤明監督作品の美術監督を多くつとめる村木与四郎と結婚し（当時は夫婦ともに、まだ美術助手）、黒澤作品『どですかでん』『乱』では夫婦共同で美術を担当した。
- 1970年代以降、東宝に戻ってきた市川崑作品の多くで美術監督をつとめ、高い評価を受ける。毎日映画コンクール美術賞を『細雪』『おはん』で2回、日本アカデミー賞最優秀美術賞を『悪魔の手毬唄』『獄門島』（以上同年度）『鹿鳴館』でやはり2回受賞。すべて市川作品である。以上は単独受賞だが、他に『乱』でも、村木与四郎と日本アカデミー賞最優秀美術賞を共同受賞している。
- 1993年に紫綬褒章を受章した[1]。

## 評価
- 俳優の高倉健は、「あ・うん」の美術を手がけた村木の仕事を、まるで撮影の為に集められたセットの一部ではなく、昔からそこにあったような自然な佇まいがある。と評している。「どこからでも撮ってください」という、その心意気と心配りについて、自署のエッセイ「あなたに褒められたくて」にて絶賛している。

### 関連人物
- 部谷京子（映画の美術監督）